# Pleuville
 Pleuville  es una comuna y población de Francia, en la región de Poitou-Charentes, departamento de Charente, en el distrito de Confolens y cantón de Confolens-Nord.
Está integrada en la Communauté de communes du Confolentais .

## Demografía[2]
| 819 | 754 | 773 | 801 | 947 | abs. | 1 020 | 1 003 | 1 045 | 1 014 | 1 021 | 968 | 1 045 | 1 074 | 1 126 | 1 040 | 1 000 | 970 | 963 | 971 | 874 | 889 | 831 | 726 | 718 | 693 | 672 | 606 | 534 | 511 | 454 | 364 | 338 |
| Para los censos de 1962 a 1999 la población legal corresponde a la población sin duplicidades (Fuente: INSEE [Consultar]) |     |     |     |     |      |       |       |       |       |       |     |       |       |       |       |       |     |     |     |     |     |     |     |     |     |     |     |     |     |     |     |     |